# 1871 no desporto

## Eventos

### Xadrez
- Segundo Congresso Americano de Xadrez, vencido por George Henry Mackenzie.[1]